# Neonella colalao
Neonella colalao là một loài nhện trong họ Salticidae.
Loài này thuộc chi Neonella. Neonella colalao được María Elena Galiano miêu tả năm 1998.